# Hoplia polita
Hoplia polita är en skalbaggsart som beskrevs av Bates 1891. Hoplia polita ingår i släktet Hoplia och familjen Melolonthidae. Inga underarter finns listade i Catalogue of Life.